# Belisaria disjuncta
Belisaria disjuncta är en fjärilsart som beskrevs av Sergius G. Kiriakoff 1973. Belisaria disjuncta ingår i släktet Belisaria och familjen tandspinnare. Inga underarter finns listade i Catalogue of Life.